# Священні місця Бахаї
Храми Бахаї або Будинки Поклоніння побудовані в різних частинах світу. Двері цих Храмів відкриті для кожної людини, яку б віру вона не сповідувала, а також для тих хто не належать до жодної з конфесій. В них поклоняються єдиному Богу. Принципи єдності всіх Пророків та релігій, втілені в Богослужіннях бахаї, можна назвати універсальними, оскільки в них звучать молитви і Слово Боже з Священних Писань різних релігій світу, при цьому не проголошуються проповіді і не виконуються будь-які специфічні обряди, притаманні лише Вірі Бахаї. Ви можете почути в них молитви і окремі уривки з Писань Авраама, Кришни, Моісея, Зороастра, Будди, Христа, Магомета, Баба та Бахаулли. Тексти часто кладуться на музику і виконуються хором. Будинки Поклоніння Бахаї є на всіх п`яти континентах. Їх архітектура символізує єдність Бога, всіх Богонатхненних Пророків та релігій. Кожен Храм має дев`ять входів, через які символічно може прийти віруючий будь-якої з всесвітньо відомих релігій і звернутися в молитві до Єдиного Бога, про що символізує купол, який вінчає ці довершені споруди. Храми являють собою відкриті світлі приміщення. Їх композиція і вбрання відображають ідею бахаї про єдність в розмаїтті.
Перший з них було побудовано в Ашхабаді ще за часів царської влади. В 1902 році Абдул-Баха затвердив проект під будівництво Будинку Поклоніння в Ашхабаді, автором якого був російський архітектор Волков. Того ж року було закладено і перший камінь в його будівництво. На цій церемонії був присутній генерал-губернатор Туркестану Куропаткін. З 1907 року в Храмі щонеділі проводились молитви і відзначались свята бахаї. Після репресій 1938 року, коли громада бахаї Туркестану була спустошена депортаціями та масовими арештами, Храм Бахаї було експропрійовано. Це сталося в 1939 році. Під час землетрусу 1948 року Храм Бахаї в Ашхабаді значно постраждав, а в 1963 році взагалі був знищений , як і багато інших культових споруд.
Європейський Храм Поклоніння Бахаї знаходиться в Лангенхайні, Німеччина, на захід від Франкфурта. Щорічно на початку літа в ньому проводяться духовні фестивалі для всіх, хто сповідує ідеї єдності, братства та любові.
В Азії Храм Поклоніння Бахаї знаходиться в Індії, в передмісті Нью Делі і відомий багатьом людям світу як Храм Лотос. Він був побудований архітектором-бахаї Фаріборз Сахба, який згодом став головним автором проекту спорудження Святих Терас на горі Кармель в місті Хайфа, Ізраїль.
На Африканському континенті перший Будинок Поклоніння Бахаї побудований на одній з чудових гір Кампали в Уганді.
Храм Бахаї на Американському континенті є національним надбанням і гордістю всіх його мешканців. Він входить до реєстру пам`яток Національного значення. Храм Бахаї в Сполучених Штатах Америки розташований в Уілметі, поблизу Чикаго. Біля нього побудовано допоміжний заклад – Будинок для престарілих.
В Латинській Америці Храм Бахаї побудовано біля м. Панама-Ситі, Панама. Перший камінь у фундамент храму був закладений в жовтні 1967 року, і він був побудований 29 квітня 1972 року.
Перший будинок Поклоніння Бахаї в Тихоокеанському регіоні знаходиться в Апіа, Західний Самоа. Відвідувачів вражає велична архітектура і спокійна атмосфера храму, розташованого в межах п'ятнадцяти акрів чудових садів.
Міжнародна громада бахаї почала споруджувати ще один Храм Бахаї – на Півдні Американського континенту в Сант-Яго, Чилі. Конкурс на краще архітектурне вирішення викликав великий інтерес в уряді цієї країни. Проект нового Храму Бахаї вже затверджено, для його побудови відведене місце, створені всі умови місцевою владою для його спорудження і вже розпочато роботи по його будівництву – закладено фундамент Храму.
Бахаулла встановив, щоб з часом в кожному місті, селищі, селі створювалась установа під назвою Машрикуль-Азкар – Місце, де сходить поминання Бога. Навкруги центрального Храму кожного Машрикуль-Азкар будуть створюватися спеціальні заклади: будинки для престарілих, лікарні, сирітські приюти, школи та інші навчальні заклади, підкреслюючи цим, що служіння людству зосереджується на служінні Богу, а богослужіння проявляється в служінні людству.
В архітектурі Будинків Поклоніння знаходить втілення притаманний громаді бахаї оптимізм. Бахаї твердо переконані, що з часом більша частина людства буде сповідувати вчення Бахаулли. Вони вірять, що загальна криза, яка все більше поглиблюється, стане тим фактором, який примусить людей всього світу задуматись над пошуком істини і це приведе людство до духовного керівництва, яке викладене в Посланні Бахаулли. Відкритість архітектури Храмів, злиття в проектах різних стилів, богослужіння, з яких виключено як проповіді, так і звичний церковний ритуал, – все це переконливо відображає радісне устремління в майбутнє.
Святі Місця Віри Бахаї
Святими в Вірі Бахаї, як і в будь-якій релігії, є ті місця, де жили, перебували якийсь час або були пов`язані з якимись подіями Засновники Віри Бахаї – Баб та Бахаулла. Таких місць, які Сам Бахаулла визначив, є декілька. До них бахаї світу додали ті, що є історично відомими.
Місто Шираз (Іран) – будинок, в якому жив Баб і сповістив першим 18 “Буквам Живучого”, як Він назвав тих, хто першими визнали в Ньому Явителя Божого, про Свою місію.
Місто Тегеран (Іран) – будинок, де народився і жив Сам Бахаулла.
Місто Багдад (Ірак) – Сад Різван, в якому Бахаулла публічно оголосив про Нове Одкровення Бога.
Місто Адріанополь (Туреччина), тепер Едірне – будинок, в якому Бахаулла, будучи в`язнем Османської імперії, написав і надіслав правителям та релігійним лідерам світу листи з закликом визнати нову Віру.
Місто Хайфа (Ізраїль) – гора Кармель, Святі Тераси, на яких побудована Усипальниця, де захоронені останки Баба і Абдул-Баха.
Місто Акка (Ізраїль), Бахджі, – будинок та Усипальниця, де в останні роки жив і був похований Бахаулла; Акка – будинок, в якому Бахаулла дав людству Найсвятішу Книгу – Кітаб-і-Агдас (закони, настанови та попередження).